# ブンデーリー語
ブンデーリー語（ブンデーリーご、ブンデーリー語: बुन्देली、英: Bundeli language）は西ヒンディー語に属する言語である。ブンデールカンド語、ブンデーラー語とも呼ばれる。マディヤ・プラデーシュ州およびウッタル・プラデーシュ州南部のブンデルカンド地方で話されている。ブンデーリーはブンデルカンド（ブンデーラーの土地という意味）にいた部族ブンデーラー由来である。

## 分類
インド言語調査を率いたジョージ・エイブラハム・グリアソンはブンデーリー語をシャウラセーニー語やアパブランシャ語を祖とするとして西ヒンディー語に分類した。この言語はブラジュ・バーシャー語とも密接に関連し、19世紀までインド中北部で最も重要な文語であった。
インド・アーリア言語にしばしば見られるように、ブンデーリー語も言語ではなく方言と見なされ、国勢調査ではヒンディー語と同様にブンデーリー語話者は標準ヒンディー語の話者として分類される。
グリアソンによる分類では、4つの方言にまとめた。
- 標準ブンデーリー語
- 北東ブンデーリー語（東ヒンディー語のバゲーリー語と密接に関連）
- 北西ブンデーリー語（西ヒンディー語のブラジュ・バーシャー語と密接に関連）
- 南ブンデーリー語

### 言語名別称
| ブンデルガンド語、ブンデールカンド語     |                              |
| ブンデラ語、ブンデラー語、ブンデーラー語 |                              |
| ブンデリー語、ブンデリー                 | Bundēlī                      |
| ボンディリ                               | Bondili                      |
| 西ヒンディー語、西ヒンディ語             | Western Hindi、Western Hindī |
| ブデルカンディー、ブデルカンディ         | Budelkhandi、Budēlkhaṇḍī     |
| ブンデルカンディ、ブンデル・カンディ     | Bundelkhandi、Bundel Khandi  |

## 方言

### 分布
ブンデーリー語の話者が分布するブンデルカンド地方は、ウッタル・プラデーシュ州とマディヤ・プラデーシュ州で構成する。さらに細かく見ると、話者が暮らす地域はバンダ、ハミルプル、ジャラウン（英語版）、ジャンシー（英語版）、ラリトプル（英語版）、チトラクート、マホバ（英語版）、ダティア（英語版）、チャタルプル（英語版）、パンナ（英語版）、ティカムガル（英語版）、サーガル（英語版）、ダモー（英語版）、ニワリ（英語版）である。
| 名称                       | 地方                 | 言語コード |
| -------------------------- | -------------------- | ---------- |
| 標準ブラジ                 | ブランドシャール地方 | bns-bul    |
| ブラジ                     | マトゥラ             | bns-mat    |
| ブンデリ                   | チンドワラ           | bns-chh    |
| ティルハリ                 |                      | bns-tir    |
| ラゴバンシ                 |                      | bns-rag    |
| ロダンティ                 |                      | bns-lod    |
| カトラ                     |                      | bns-kha    |
| ニバッタ                   |                      | bns-nib    |
| パワリ                     |                      | bns-paw    |
| バダウリ                   |                      | bns-bha    |
| 西部アーグラ               |                      | bns-wes    |
| 標準ブンデリ               |                      | bns-sta    |
| アリーガル                 |                      | bns-ali    |
| バナファリ                 |                      | bns-ban    |
| キラリ                     |                      | bns-kir    |
| ナグプリ ヒンディー語      |                      | bns-nag    |
| ガオリ                     |                      | bns-gao    |
| チャタプル                 |                      | bns-cht    |
| 南部モレナ                 |                      | bns-mor    |
| バーラトプル南部           |                      | bns-bhr    |
| クンドリ                   |                      | bns-kun    |
| 標準ブラジ                 | アーグラ東部         | bns-eas    |
| 音声L1言語：ブンデーリー語 |                      |            |

## 歴史
ブンデルカンディ文学の早い時期の例に、12世紀の英雄たちを述べたアルハ＝カンドの叙事詩があり、その一節は現在もバナファリ地方の吟遊詩人が語り継いでいる。ブンデーリー語圏の為政者が保護した文学作品は皇帝アクバル（在位1556年 - 1605年）の治世に遡り、ケサブ・ダスは16世紀の著名な詩人である。19世紀に入るとパンナのチャトラサルの宮廷でパドマカール・バット（Padmakar Bhatt）とプラジネス（Prajnes）が数編の作品を残した。宮廷詩人プランナート（Prannath）とラル・カビが作ったブンデーリー語の作品が多く伝世する。